# Pałeczki mażoretkowe

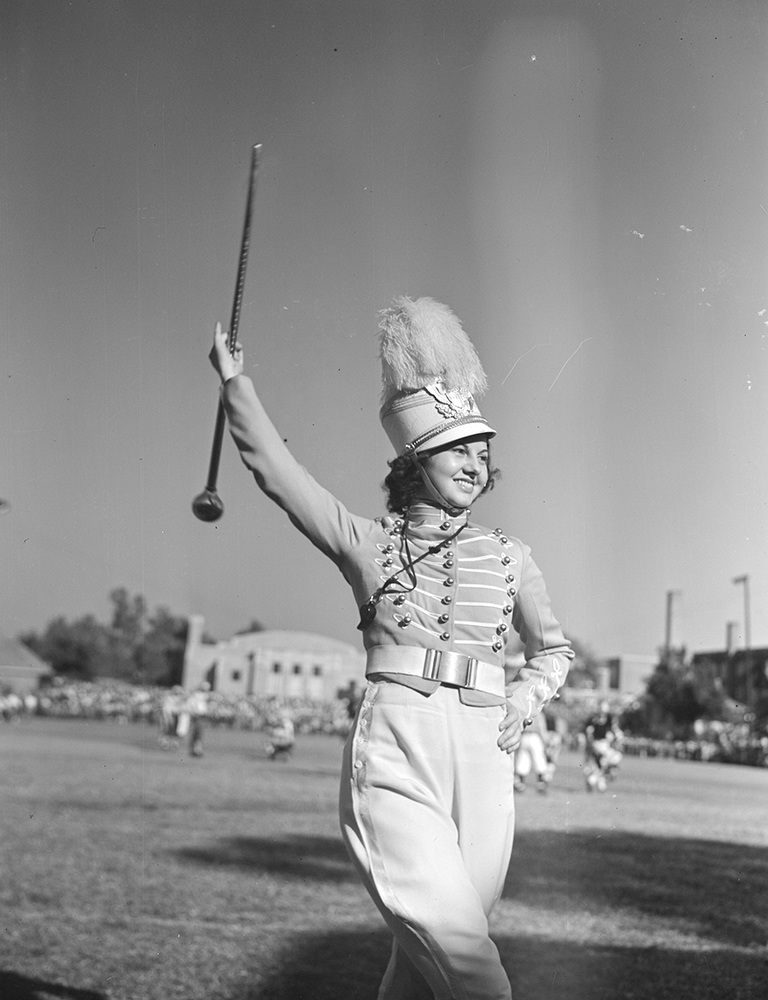
Mażoretka z pałką.

Pałeczka mażoretkowa (tzw. baton) – jest to metalowy pręt z osadzonymi na obu końcach gumowymi (najczęściej białymi) kulkami. Kulki są różnej wielkości oraz występują w różnych kolorach. Pałeczki wykorzystywane są przez mażoretki do tańca, podrzucania i wykonywania ciekawych oraz trudnych figur. Pałeczki są metalowe, o srebrzystej barwie oraz mają od 20 cm do 70 cm długości. Umiejętność tańca z pałeczką wymaga wielu ciężkich ćwiczeń oraz cierpliwości.